# Снегуровка (Тернопольская область)
Снегуровка (укр. Снігурівка) — село в Барсуковской сельской общине Кременецкого района Тернопольской области Украины. Основано в 1785 году.
До 2020 года входило в Лановецкий район.
Код КОАТУУ — 6123885201.

## Географическое положение
Село Снегуровка находится на правом берегу реки Горынь,
выше по течению примыкает село Маневое,
ниже по течению на расстоянии в 0,5 км расположено село Передмирка.
Рядом с селом протекает безымянная речушка, на противоположном берегу которой расположено село Малая Снегуровка.
Через село проходит автомобильная дорога Т-2009.

## Население
Население по переписи 2001 года составляло 554 человека.

### Языковой состав
Родной язык населения по данным переписи 2001 года:
| Язык       | Численность, чел. | Доля     |
| ---------- | ----------------- | -------- |
| Украинский | 552               | 99,64 %  |
| Другое     | 2                 | 0,36 %   |
| Итого      | 554               | 100,00 % |

## Объекты социальной сферы
- Школа.
- Дом культуры.
- Фельдшерско-акушерский пункт.

## Достопримечательности
- Братская могила советских воинов.